# Fālīzān
Fālīzān (persiska: Qālīzān, فالیزان, قاليزان) är en ort i Iran.   Den ligger i provinsen Qazvin, i den nordvästra delen av landet, 110 km nordväst om huvudstaden Teheran. Fālīzān ligger 1 402 meter över havet och antalet invånare är 366.
Terrängen runt Fālīzān är kuperad åt nordost, men åt sydväst är den platt.Runt Fālīzān är det ganska tätbefolkat, med 108 invånare per kvadratkilometer. Närmaste större samhälle är Hezār Jolfā, 12,0 km väster om Fālīzān. Trakten runt Fālīzān består i huvudsak av gräsmarker.